# Gamla Räntan
Gamla Räntan, finska: Vanha-Räntty, är en ö i Finland. Den ligger i Finska viken och i kommunen Helsingfors i den ekonomiska regionen  Helsingfors i landskapet Nyland, i den södra delen av landet. Ön ligger nära Helsingfors.
Öns area är 0,6 hektar och dess största längd är 120 meter i öst-västlig riktning.